# Condado de Walker (Alabama)
O Condado de Walker é um dos 67 condados do estado norte-americano do Alabama. A sede de condado é Jasper, que é também a sua maior cidade. O condado tem uma área de 2085 km² (dos quais 28 km² estão cobertos por água), uma população de 70 713 habitantes, e uma densidade populacional de 34 hab/km² (segundo o censo nacional de 2000). O condado foi fundado em 1823 e o seu nome é uma homenagem a John Williams Walker (1783-1823), político membro do Partido Democrata-Republicano e que foi o primeiro senador pelo estado do Alabama.